# Open des Pays-Bas de squash
Pour les articles homonymes, voir Open des Pays-Bas.
Le tournoi Open des Pays-Bas ou Dutch Open est un tournoi de squash qui se tient aux Pays-Bas. Le premier tournoi se déroule en 1988 et la dernière édition en 2010. 
Le tournoi est lancé en 1988 et, avec un prix de 21 000 dollars lors de la première édition, il est dans la catégorie 2 étoiles.

## Palmarès

### Hommes
| Année     | Champion            | Finaliste          | Score en finale                 |
| --------- | ------------------- | ------------------ | ------------------------------- |
| 2010      | Cameron Pilley      | Laurens Jan Anjema | 11-7, 11-9, 11-13, 14-12        |
| 2009      | Daryl Selby         | Cameron Pilley     | 11-9, 4-11, 11-7, 12-10         |
| 2008      | Nick Matthew        | Cameron Pilley     | 11-8, 11-6, 6-11, 12-10         |
| 2007      | David Palmer        | Laurens Jan Anjema | 15-13, 1-11, 13-15, 11-1, 11-6  |
| 2006      | Pas de compétition  | Pas de compétition | Pas de compétition              |
| 2005      | Bradley Ball        | Davide Bianchetti  | 9-11, 11-1, 5-11, 11-6, 11-6    |
| 2004      | Laurens Jan Anjema  | Gavin Jones        | 15-12, 15-12, 15-5              |
| 2003      | James Willstrop     | Tommy Berden       | 15-11, 10-15, 15-9, 15-5        |
| 2002      | Adrian Grant        | Nick Matthew       | 15-10, 15-6, 15-8               |
| 2001      | Jean-Michel Arcucci | Tommy Berden       | 15-11, 13-15, 5-15, 15-14, 15-9 |
| 1993-2000 | Pas de compétition  | Pas de compétition | Pas de compétition              |
| 1992      | Jansher Khan        | Chris Dittmar      | 15-12, 15-10, 15-13             |
| 1991      | Chris Robertson     | Sami Elopuro       | 15-8, 13-15, 15-6, 15-8         |
| 1990      | Pas de compétition  | Pas de compétition | Pas de compétition              |
| 1989      | Jansher Khan        | Chris Robertson    | 15-12, 15-4, 15-3               |

### Femmes
| Année     | Championne         | Finaliste          | Score en finale         |
| --------- | ------------------ | ------------------ | ----------------------- |
| 2010      | Vanessa Atkinson   | Madeline Perry     | 11-9, 11-3, 11-7        |
| 2009      | Pas de compétition | Pas de compétition | Pas de compétition      |
| 2008      | Nicol David        | Natalie Grinham    | 11-9, 11-9, 11-4        |
| 2007      | Nicol David        | Rachael Grinham    | 9-4, 9-1, 9-6           |
| 2006      | Pas de compétition | Pas de compétition | Pas de compétition      |
| 2005      | Nicol David        | Linda Elriani      | 4-9, 2-9, 9-3, 9-3, 9-3 |
| 2004      | Natalie Grinham    | Cassie Jackman     | 9-7, 9-5, 0-9, 9-5      |
| 2003      | Natalie Grinham    | Vanessa Atkinson   | 9-6, 9-5, 4-9, 9-4      |
| 2002      | Vanessa Atkinson   | Pamela Nimmo       | 9-3, 9-5, 9-5           |
| 1992-2001 | Pas de compétition | Pas de compétition | Pas de compétition      |
| 1991      | Susan Devoy        | Sue Wright         | 3-1                     |
| 1989-1990 | Pas de compétition | Pas de compétition | Pas de compétition      |
| 1988      | Martine Le Moignan | Michelle Martin    |                         |